# 大野滑空場
大野滑空場（おおのかっくうじょう）は岐阜県揖斐郡大野町にある場外離着陸場である。揖斐川左岸河川敷に所在し、主にグライダーの離着陸のために使用されている。

## 施設データ
- 所在地：岐阜県揖斐郡大野町久郷 揖斐川左岸河川敷
- 管理者：大野グライダークラブ
- 交信周波数：130.65MHz（大野フライトサービス）[1]

- 大野滑空場の運航管理所
- 同滑空場の敷地